# Prasinocyma ruficosta
Prasinocyma ruficosta är en fjärilsart som beskrevs av W. Warren 1906. Prasinocyma ruficosta ingår i släktet Prasinocyma och familjen mätare. Inga underarter finns listade i Catalogue of Life.